# Johann Kampferbeke
Johann Kampferbeke (mort le 27 juillet 1639 à Lübeck) est un homme politique allemand qui fut notamment maire de la ville libre et hanséatique de Lubeck.

## Histoire
Conseiller depuis le 20 décembre 1625, il est élu maire de Lübeck en décembre 1634 et est, en tant que tel, chambellan de l'Eglise Saint-Pierre de Lübeck (de) (1636–1639). Il représente en 1631, avec le syndic Otto Tanck (de), la ville de Lübeck en tant qu'ambassadeur à la Convention des États impériaux à Leipzig, où il est informé des mesures prises contre le roi Gustave II Adolphe de Suède. Son portrait par Michael Conrad Hirt (en) est exposé dans la galerie des maires (de) de l'Hôtel de ville de Lübeck.
Membre de la famille von Kampferbeck, il est le fils de Johann Kampferbeck, sous-amiral de la flotte de Lübeck, et de Mlle Schlüter. Il épousa Christiane Höling († 1660), fille du conseiller Diedrich Höling.